# Nikolaus Bustorp
Nikolaus Bustorp (* vor 1470 in Neumünster; † 1540 in Hamburg) war ein deutscher Theologe der Reformationszeit in Hamburg.

## Leben
Nikolaus Bustorp immatrikulierte sich im September 1482 mit der Herkunftsangabe „de Nouo Monasterio“ zum Studium an der Universität Rostock. Ab 1497 war er als Canonicus und Prediger am Hamburger Dom tätig. Als altgedienter Hamburger Prediger und Verfechter des alten Glaubens trat er ab 1521 vehement gegen die Einführung der Reformation in Hamburg auf. Zwischen der während der Reformationszeit bis 1542 dem alten Glauben verpflichteten Universität Rostock und dem Hamburger Dom bestanden seit ihrer Gründung enge Beziehungen, die sich seit Heinrich von Geismar in der Besetzung der Lektur am Hamburger Dom durch Angehörige und Absolventen der Rostocker Universität nachweisen lassen. Im Jahr 1525 wurde der aus einer Hamburger Patrizierfamilie stammende Rostocker Theologe Barthold Moller für den verstorbenen Johann Engelin zum Lector primarius am Hamburger Dom gewählt. 1526 trat er dieses Amt an, legte sich aber in Hamburg als Katholik unter anderem mit seinem ehemaligen Schüler Stephan Kempe, der 1527 lutherischer Pastor an St. Katharinen geworden war, und Johann Zegenhagen von St. Nikolai, dem ersten lutherischen Hamburger Hauptpastor überhaupt in den Reformationsstreitigkeiten an. Kempe bescheinigte Nikolaus Bustorp in dieser Auseinandersetzung, ein wortgewaltiger theologischer Sprecher für den alten Glauben zu sein. Nach einer Disputation am 28. April 1528 unter Vorsitz des wortführenden Bürgermeisters wurden viele katholische Priester in Hamburg aus der Stadt verwiesen. Moller gehörte nicht dazu, verließ aber freiwillig am 19. Mai 1528 die Stadt und kehrte an die Universität Rostock zurück.
Bustorp gehörte zu den fünf katholischen Geistlichen, die Hamburg 1528 auf Weisung des Rats verlassen mussten. Dies war der Durchbruch der Reformation in Hamburg. Fünf Jahre später kam er nach Hamburg zurück, hielt eine Revokationspredigt und versprach, die lutherische Lehre nicht mehr anzugreifen. Daraufhin wurde er 1534 zum Pastor und Lector secundarius th. am Hamburger Dom bestellt und blieb bis zu seinem Tod im Amt.

## Werke
- (Hrsg.)[3] Cursus de Domina secundum ecclesiam hamburgensem in laudem dei ferae virginis. Dietz, Rostock 1522, B 8151 im VD 16. (urn:nbn:de:bvb:12-bsb10207265-2, Bayerische Staatsbibliothek)